# IPhone OS 3
Pour un article plus général, voir iOS.
iPhone OS 3  est la troisième version majeure du système d'exploitation mobile iOS développé par Apple et qui succède à l'iPhone OS 2. Il est annoncé le 17 mars 2009 et publié le 17 juin 2009. La mise à jour est remplacée par iOS 4 le 21 juin 2010; iPhone OS 3 a été la dernière version à utiliser la convention de dénomination « iPhone OS ». 
Grâce à ce système d'exploitation, l'utilisateur peut copier, coller ou couper les informations dans son smartphone. Spotlight est mis en place pour aider les utilisateurs à trouver leurs contacts, leurs notes et leurs messages dans leur smartphones.

## Applications
Les applications que les utilisateurs peuvent retrouver dans leur smartphone grâce à la mise à jour sont : 
- iTunes
- App Store
- IMessage
- Calendrier
- Photos
- Appareil photo
- YouTube
- Bourse
- Plans
- Météo
- Horloge
- Calculatrice
- Notes
- Réglages
- Mémo vocal
- Téléphone
- Mail
- Musique
- Safari[1]

## Fonctionnalités

### Messages
L'application Messages bénéficie d'une prise en charge du service de messagerie multimédia (MMS), permettant aux utilisateurs d'envoyer et de recevoir des messages qui contiennent également des images, des contacts, des lieux, des enregistrements vocaux et des vidéos. 

### Appareil photo
Il est possible d'enregistrer des vidéos sur l'IPhone 3GS grâce à cette mise à jour. 

### Mémo vocal
Cette application permet aux utilisateurs d'enregistrer un mémo grâce à leur voix. 

## Appareils compatibles

### iPhone
- iPhone 2G
- iPhone 3G
- iPhone 3GS

### iPod
- iPod Touch 1
- iPod Touch 2
- iPod Touch 3

### iPad
- iPad 1